# Studio d'enregistrement
 (août 2016).
Si vous disposez d'ouvrages ou d'articles de référence ou si vous connaissez des sites web de qualité traitant du thème abordé ici, merci de compléter l'article en donnant les références utiles à sa vérifiabilité et en les liant à la section « Notes et références ».

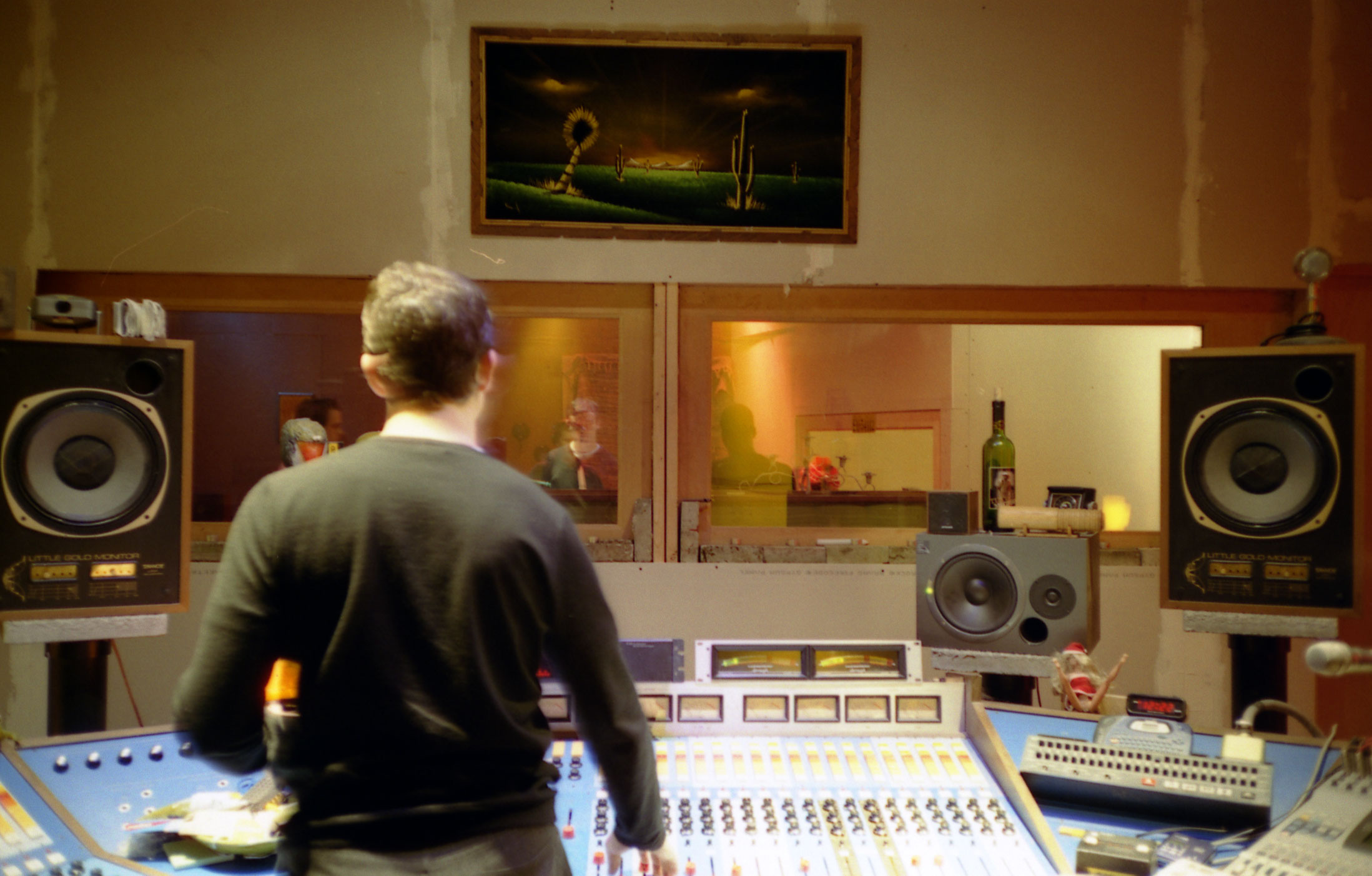
Un studio d'enregistrement.

Un studio d'enregistrement est un local équipé pour réaliser des enregistrements sonores, notamment musicaux. 

## Histoire

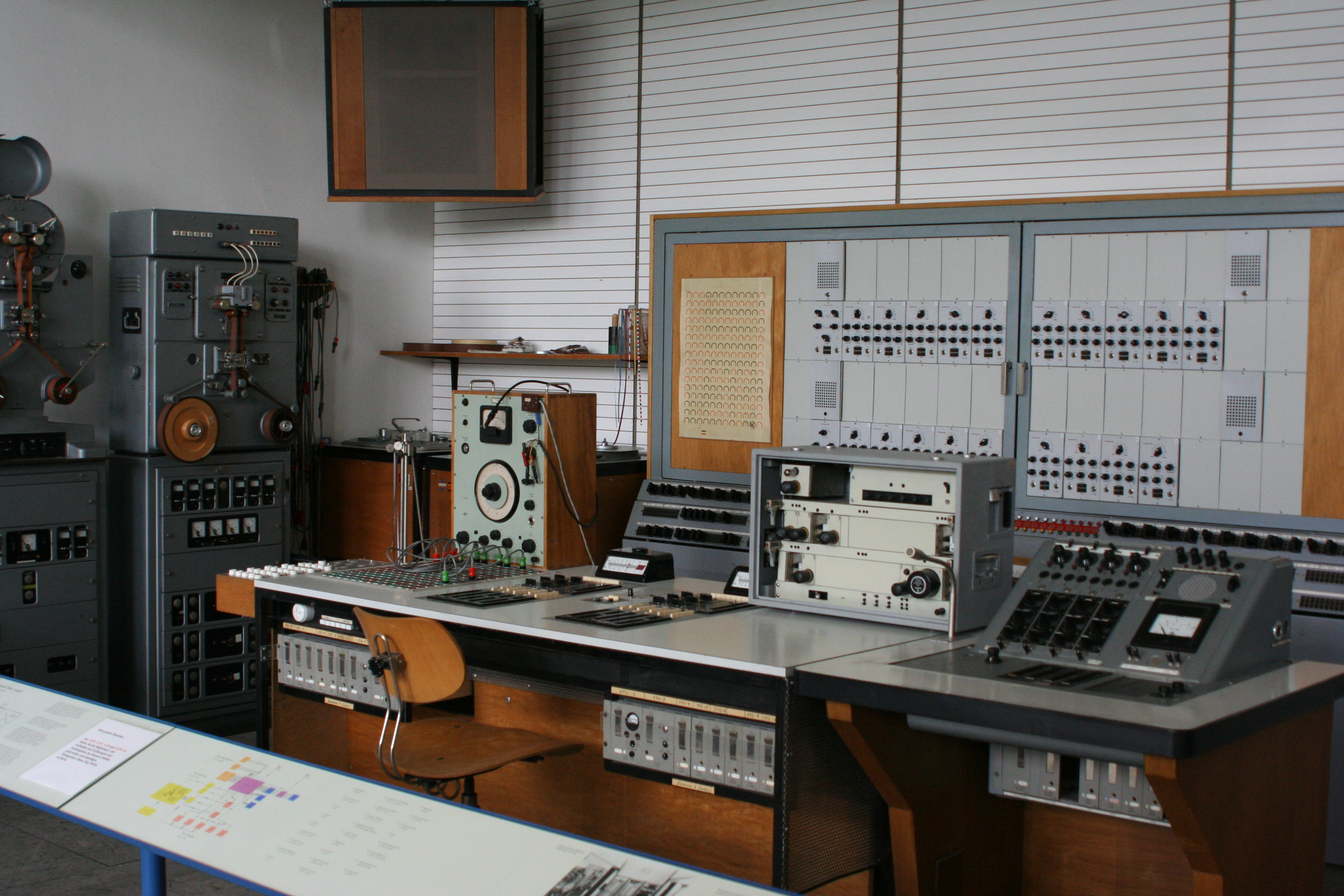
Studio d'enregistrement Siemens (1956).

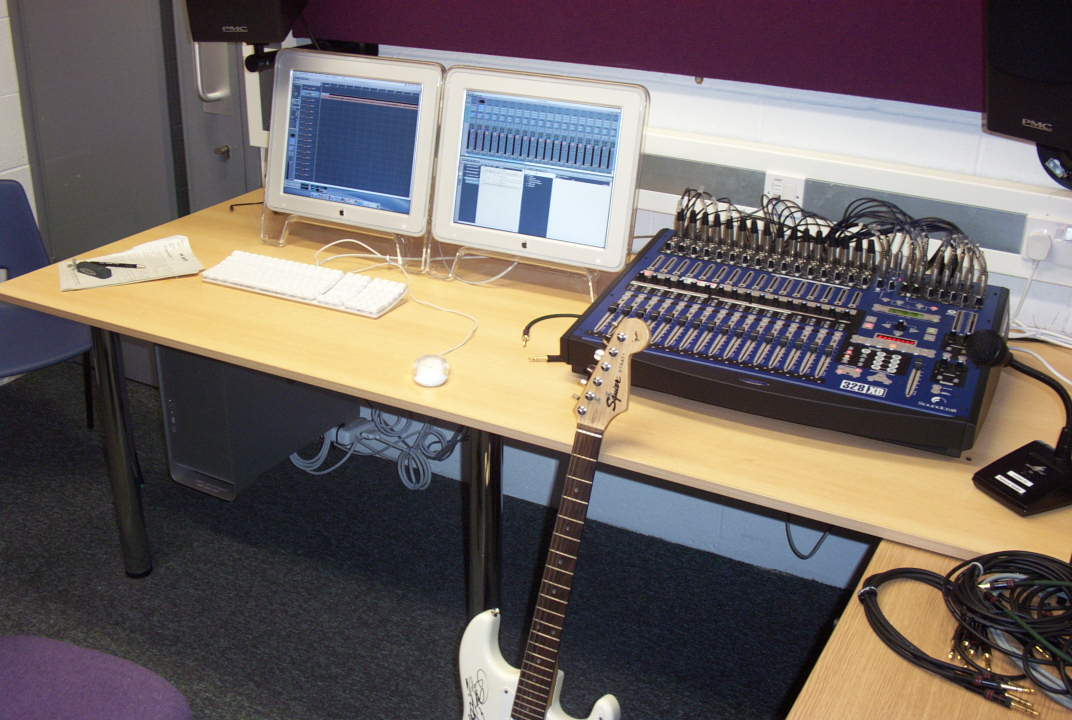
Home studio.

Les premiers studios étaient conçus pour des prises sonores directes, où chanteurs et musiciens jouaient simultanément. Il n'y avait donc pas de séparation entre les musiciens, car on cherchait au contraire à regrouper le son produit. Avec l'apparition de l'enregistrement multipiste, au début des années 1970, il devint possible d'enregistrer séparément les différents instruments, sur des pistes séparées, et à des moments différents. Dès lors, il fallut aménager les studios en les segmentant en différentes cabines insonorisées, de sorte que les sons ne viennent pas se polluer (diaphonie acoustique) mutuellement.
Jusque dans les années 1990, les enregistrements s'effectuaient généralement sur des magnétophones analogiques utilisant des bandes magnétiques au format 1/4" ou 1/2" et 1". Durant les années 1960, le nombre de pistes disponibles est passé de 2 (généralement utilisées en monophonie ou stéréophonie) à 8. À partir des années 1970, on utilisa des magnétophones 16 pistes puis 24 et 32 pistes sur des formats 2 pouces.
Depuis, l'apparition de l'enregistrement numérique linéaire puis non-linéaire sur des stations audionumériques (DAW), a permis d'étendre considérablement les possibilités de traitement sonore, et les studios en ont profité, parfois jusqu'à l'excès. Il est en effet devenu possible de corriger un chanteur qui chante faux (logiciel Auto-Tune, Melodyne) ou un batteur qui ne joue pas en rythme.
Les productions modernes font un large usage de ces technologies. Les ordinateurs sont de plus en plus présents, sur lesquels tournent des logiciels spécialisés, comme Logic Pro, Cubase, Pro Tools, Digital Performer, Sonar.
L'avènement de l'informatique musicale, et plus généralement la miniaturisation des équipements d'enregistrement et de traitement du son, ont également permis l'apparition, dès les années 1980, de studios personnels, couramment dénommés home studios.

## Caractéristiques
Les studios d'enregistrement professionnels comprennent :
- Le studio proprement dit, dont les premières qualités sont : un bon traitement acoustique, une bonne isolation phonique vis-à-vis des bruits extérieurs et une ventilation silencieuse. On y capte le son à enregistrer (avec des microphones) ;
- La régie, équipée de magnétophones (ou de systèmes d'enregistrement numérique), d'une ou plusieurs tables de mixage (ou console ou surface de contrôle), d'enceintes (ou moniteurs) pour restituer les enregistrements, et de divers appareils de traitements du son, périphériques ou plugins, qui incluent maintenant beaucoup de matériel informatique. L'ingénieur du son manipule, enregistre puis mixe les sons ;
- La cabine, reliée à la régie, est le lieu où se trouvent les artistes pour enregistrer leur morceau. Le son est directement relié à la régie.
- Un local technique climatisé dans lequel sont entreposées les équipements bruyants et qui nécessitent une température constante.

## Types

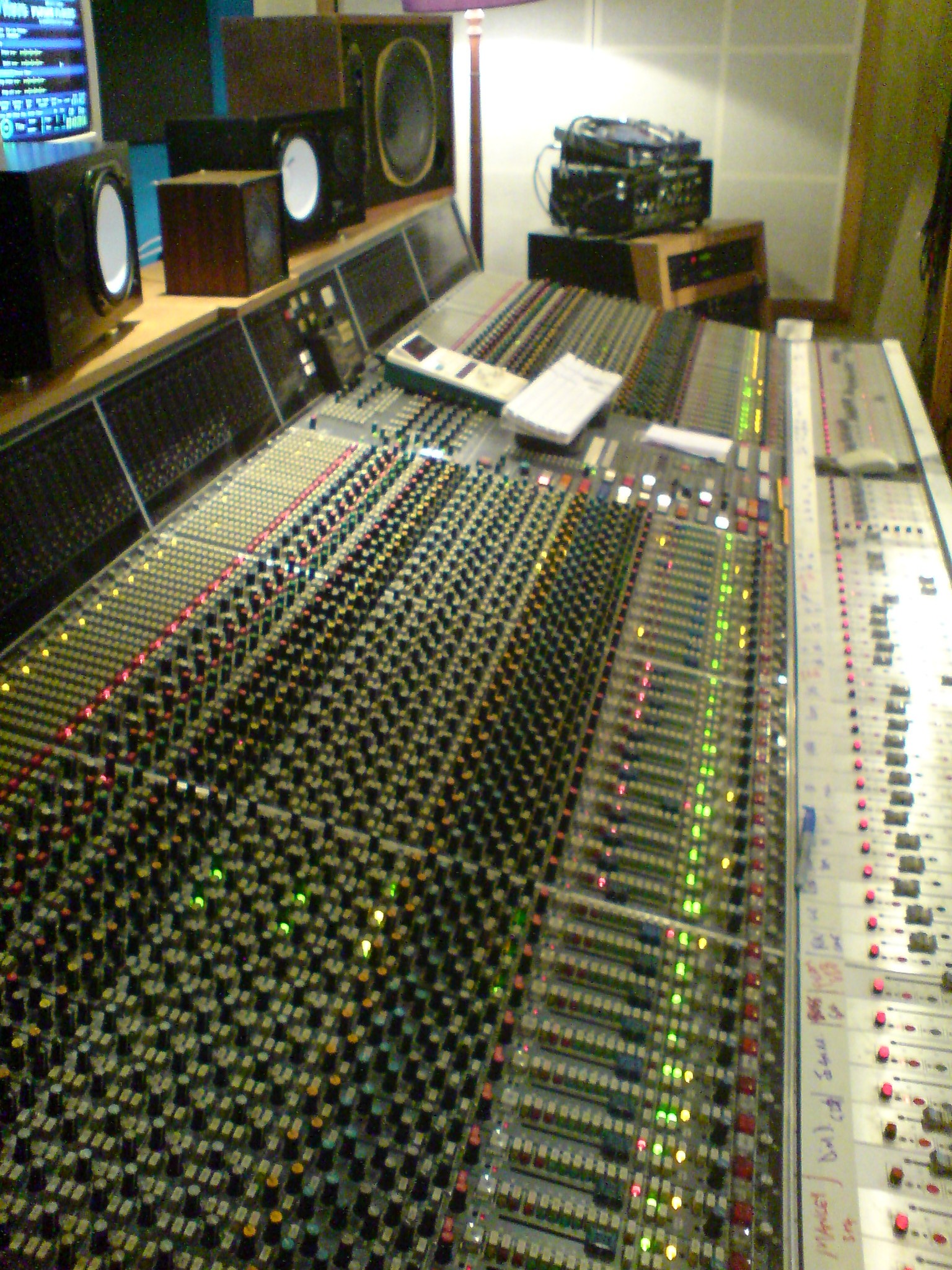
Console analogique Neve VR60.

### Régie mobile
C'est l'équipement de la cabine nécessaire à l'enregistrement qui sera installé ou transporté dans un véhicule (en général un camion spécialement aménagé) afin d'enregistrer (captation) dans un lieu qui n'est pas équipé (comme une église, une salle de concert, un lieu à l'acoustique exceptionnelle…).

### Studio mobile
C'est un véhicule (en général un autocar) aménagé et compartimenté en plusieurs parties intégrant la cabine de prise de son et la régie. Le véhicule y est insonorisé et possède une correction acoustique comme les studios traditionnels. De plus, il est équipé du matériel permettant la captation, l'enregistrement et le mixage.
Certains studios mobiles possèdent une cuisine, des toilettes et des couchettes, ce qui leur permet de s'adapter en tourbus.

## SAAQ..4708..@Échanges et enregistrements à distance

### DolbyFax
Dolby a inventé le DolbyFax, un système collaboratif à distance via l'ISDNBRI utilisant des algorithmes de compression de débit AC-2 en stéréo et mono, AC3, ou MPEG-2 permettant d'enregistrer dans un deuxième studio géographiquement lointain des postsynchronisations pour le cinéma ou des Overdubs de musiciens. L'inconvénient du DolbyFax est sa latence de transmission, il a donc été quasiment abandonné à l'apparition de l'ADSL.

### Internet et l'ADSL
Internet et l'ADSL permettent d'autres modes d'échanges. Le transfert sécurisé et l'échange de projets (Data), ouvrant la voie au travail collectif et collaboratif entre des studios professionnels et personnels (home studio), n'importe où dans le monde.
En 2003, l'expérience iOverdubs.com propose un catalogue de musiciens capables de fournir à distance leurs propres pistes qui peuvent ensuite être intégrées à une production à l'autre bout du monde. Aujourd'hui, de nombreux instrumentistes célèbres proposent ce service sur leur propre site web.